# Митико
Императрица Ми́тико (яп. 皇后美智子 Ко:го: Митико, род. 20 октября 1934, Токио, Япония), урождённая Митико Сёда (яп. 正田 美智子 Сё:да Митико) — императрица Японии с 7 января 1989 по 30 апреля 2019 года, супруга 125-го императора Японии Акихито, мать 126-го императора Японии Нарухито и наследного принца Японии Акисино. После отречения мужа от престола получила титул «императрицы на покое».

## Биография

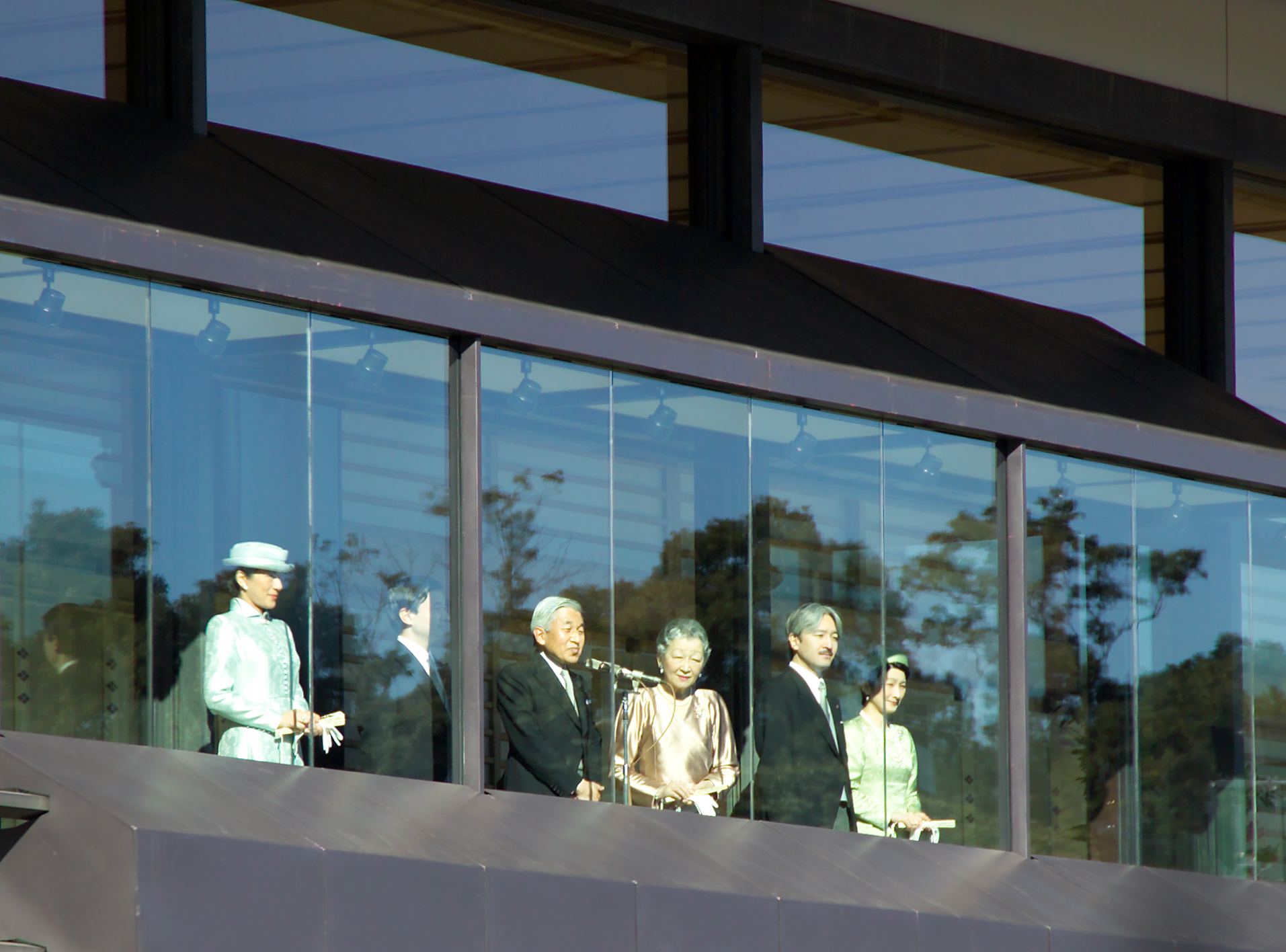
В Императорском дворце на церемонии празднования дня рождения императора Акихито (третья справа)

Митико Сёда родилась 20 октября 1934 года в 07:43 (JST) в Токио в весьма культурной семье и получила хорошее разностороннее образование. Её отец, Хидэсабуро Сёда, — президент крупной мукомольной компании. Два члена семьи Митико были награждены орденом «За заслуги в области культуры» — высшей академической наградой, которой император удостаивает выдающихся учёных.
С наследным принцем Акихито познакомилась на теннисном корте. Бракосочетание состоялось 10 апреля 1959 года. Этим была нарушена многовековая традиция, предписывающая членам императорской семьи выбирать жён исключительно аристократического происхождения. Несмотря на это, выбор наследного принца одобрили все члены Совета Императорского двора.
Несмотря на необходимость участвовать во многих официальных мероприятиях, Акихито и Митико самостоятельно воспитали троих детей: 
- Нарухито
- Фумихито
- принцесса Саяко.

После смерти императора Хирохито Митико, как супруга нового императора Акихито, получила титул императрицы Японии.

## Увлечения
Митико играет на фортепиано и арфе, а также увлекается вышивкой и вязанием. Кроме того, она интересуется литературой и цветами. Её переводы на английский Митио Мадо сделали его стихи известными во всем мире, и вскоре Мадо стал лауреатом премии Ханса Кристиана Андерсена.

## Награды
- Орден Драгоценной короны
- Орден Слона (Дания)
- Большой крест ордена Святого Олафа (Норвегия)
- Большой крест ордена Витаутаса Великого (Литва, 22 мая 2007 года)[3]
- Орден Достык 1 степени (Казахстан, 2008)[4]
- Орден Розы в золоте (Болгария, 30 октября 1997 года)[5]

### Комментарии
1. ↑  Встречается также вариант перевода «почетная императрица».